# Col de la Croix de Boutières
Le col de la Croix de Boutières, situé en Ardèche, est le plus haut col du département avec ses 1 502 m d'altitude.

## Géographie
Il ouvre à l'est sur les Boutières (haut Eyrieux) et à l'ouest sur le haut Velay (Les Estables). Il sépare le mont Mézenc, point culminant de la Haute-Loire et de l'Ardèche (1 753 m), du Chaulet (1 622 m).
Il surplombe le cirque des Boutières.

## Activités

### Ski nordique
Le domaine nordique du Mézenc, en Haute-Loire, s'étend entre Les Estables et le col.

### Randonnée
Le sentier de grande randonnée 7, ici doublé du sentier de grande randonnée 420, y passe.

### Parapente
C'est un site de décollage pour la pratique du parapente.